# Servius Tullius
Servius Tullius est le sixième roi légendaire (et parmi eux, le deuxième des rois étrusques) de la Rome antique. Il aurait régné de 575 à 535 av. J.-C., dates incertaines.
Selon la tradition historique romaine, il soumit les Sabins, joignit à la Ville trois monts : le Quirinal, le Viminal, l'Esquilin, et fit creuser des fossés autour de ses remparts.
Il institua le cens. Sous lui, Rome, après qu'on eut procédé au recensement général, compta quatre-vingt-trois mille têtes de citoyens romains, y compris les habitants des campagnes. Il fut tué, la 40e année de son règne, victime du forfait de son gendre, Tarquin le Superbe, fils du roi auquel il avait lui-même succédé, et du crime de Tullia Minor, sa fille cadette que Tarquin avait épousée. Il aurait introduit dans la Rome antique le principe de la division topographique.
Il semble établi qu'au VIe siècle av. J.-C., un certain nombre de rois ou magistri d'origine étrusque ou latine se soient intercalés entre les règnes de la dynastie tarquinienne, et que la tradition latine a désigné sous le nom générique de Servius Tullius. Leurs politiques furent inspirées par Solon et les tyrans de Milet et d'Athènes, en particulier Pisistrate.

## Biographie

### Naissance
Selon la tradition rapportée par les annalistes latins, notamment par Aurelius Victor, Servius Tullius (également dénommé « Marcstrna », ou « Macstrana » en étrusque,) était le fils de Publius, de la ville de Corniculum, et d'une captive, Ocresia, esclave de Tanaquil, l'épouse de Tarquin l'Ancien, versée dans l'art des augures.
Dans d'autres sources, Ocresia servait les rites religieux domestiques du foyer royal en tant que vestale vierge, et lors d'une telle occasion, après avoir étouffé les flammes du foyer avec une offrande sacrificielle, elle fut pénétrée par un phallus désincarné qui s'est levé du foyer. Selon Tanaquil, il s'agissait d'une manifestation divine, soit du Lar de la maison ou de Vulcain lui-même. Ainsi Servius, divinement engendré, était déjà destiné à la grandeur, malgré le statut servile de sa mère. Une flamme mystérieuse brûlant au-dessus de sa tête confirmera quelques années plus tard son origine divine.
Alors que Servius Tullius était enfant, une flamme parut sur sa tête. Tanaquil y vit le présage de la dignité royale et conseilla à son époux de lui donner la même éducation qu'à leurs propres fils. Devenu grand, Servius Tullius épousa la fille de Tarquin l'Ancien. Il faut cependant noter que Tite-Live favorise une version un peu différente.

### Accès à la royauté et règne
Selon les historiens latins, Servius accède à la royauté à la suite de l'assassinat de Tarquin l'Ancien, dont il avait épousé la fille. C'est le premier souverain à accéder au pouvoir sans consultation populaire (579 av. J.-C.). Paul Martin y voit la marque d'une succession exogamique en ligne utérine de la royauté,, chaque roi romain accédant au trône par mariage avec la fille de son prédécesseur,,. On accrédite également l'édification de deux temples étrusco-romains surplombant l'aire cultuelle de Sant'Omobono. Le premier se pourvoit au culte de la déesse Fortuna,, et le second à la déesse Mater Matuta,,,,,,.
Après des campagnes militaires contre Véies et les Étrusques, il améliora l'organisation administrative et politique de l'Urbs. Il instaura le cens, répartit la population en classes (réforme servienne) selon la fortune, et accomplit des travaux publics, de grande importance,,,,. 
 La monnaie n'arrivant à la cité capitoline qu'au cours du IIIe siècle av. J.-C., la répartition de la population romaine n'a pas pu se faire directement à partir de données financières. En réalité, le cens servilien se basait sur des données agricoles, combinant jugères (c'est-à-dire parcelles de terrain) et têtes de bétail.
Il recensa la population romaine (quatre-vingt mille citoyens en âge de porter les armes, selon Quintus Fabius Pictor). Servius réforma l'armée et modifia les impôts en divisant la ville en quatre régions qui furent confondues avec des tribus urbaines : regio Suburana, regio Esquillina, regio Collina et regio Palatina. Tite-Live joue ici sur les mots « tribus » et « tribut » (l'impôt) dans son explication. Mais Servius transforma ainsi les institutions romaines de façon radicale : le vote cessait d'être individuel et dépendait du cens : le pouvoir allait désormais appartenir totalement aux plus riches,,.
Il déplaça le pomœrium et augmenta la superficie de la Ville, renfermant dans une nouvelle enceinte (dite muraille servienne,,), le Quirinal, le Viminal et aménagea l'Esquilin où il choisit de résider pour améliorer le prestige du quartier,,,,,.
À la longue, Servius exerça un pouvoir de plus en plus autoritaire et démagogique, favorisant les plus démunis aux dépens des plus aisés afin d'obtenir les faveurs de la plèbe, ce qui suscita une certaine opposition.
Il mourut tragiquement (535 av. J.-C.), victime d'un complot organisé par sa propre fille et par son gendre, Tarquin le Superbe, le fils de Tarquin l'Ancien.

## Réforme servienne

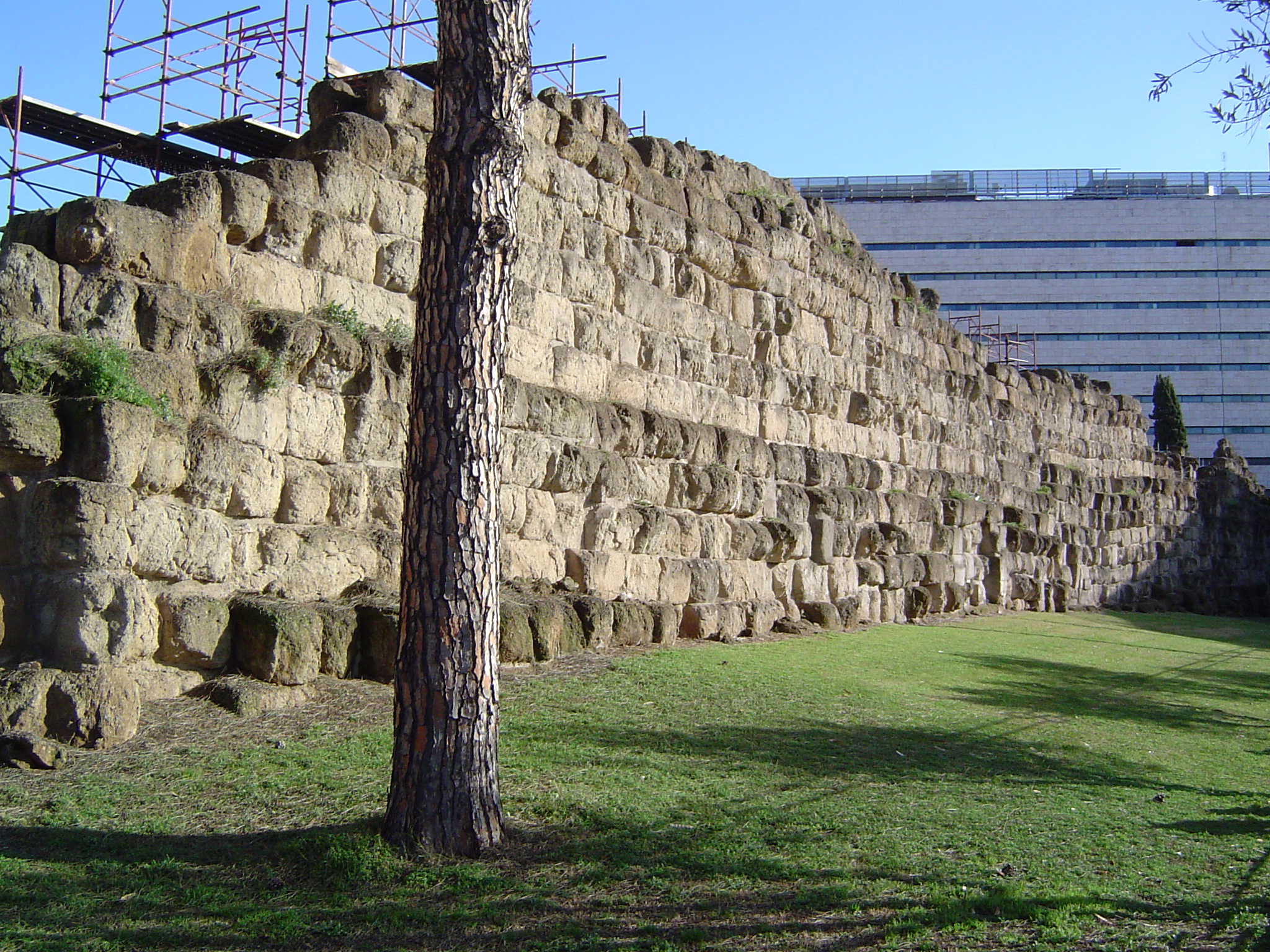
Muraille Servienne, Rome, Gare Termini.

La « réforme servienne », attribuée anachroniquement à Servius Tullius, et attestée à la fin du IVe et au début du IIIe siècle av. J.-C., propose une répartition des citoyens en cinq classes, selon leur fortune (le cens). Ces cinq classes sont divisées en centuries et en deux groupes d'âge (juniores et seniores). Les juniores (de 17 à 45 ans) devant servir dans l'armée active, et les seniores (de 46 à 60 ans) dans la réserve,,. D'autre part, les légions d'infanterie lourde, dénommées troupes hoplitiques étaient essentiellement constituées des soldats les plus jeunes et les opulents,,,,.
| Classes          | Centuries      | Juniores | Seniores | Cens (au minimum) |
| ---------------- | -------------- | -------- | -------- | ----------------- |
| Classe équestre  | 18 (équestres) | 12       | 6        | 1 million d'as    |
| Première classe  | 80 (pédestres) | 40       | 40       | 100 000           |
| Deuxième classe  | 20 (pédestres) | 10       | 10       | 75 000            |
| Troisième classe | 20 (pédestres) | 10       | 10       | 50 000            |
| Quatrième classe | 20 (pédestres) | 10       | 10       | 25 000            |
| Cinquième classe | 30 (pédestres) | 15       | 15       | 11 000            |

À cela s'ajoutent 5 centuries hors classes : 2 centuries d'ouvriers du génie, 2 centuries de sonneurs de trompettes, 1 centurie de métiers infamants et de capite censi (regroupés en une seule centurie). Le nombre de centuries s'élève donc à 193. Les capite censi (qui n'ont que leur tête), dont le cens était inférieur à 11 000 as, étaient exclus du service militaire, tout comme les esclaves et les orphelins,,,,.
Cependant, cette organisation censitaire décrite par les auteurs antiques du Ier siècle av. J.-C. est anachronique, et date plutôt de la fin du IVe ou du début du IIIe siècle av. J.-C., à l'époque des guerres samnites. La réforme initiale sous la monarchie ne comporte tout au plus que deux catégories, ceux étant capables de financer leurs équipements et les autres.
Cette répartition des citoyens avait un impact considérable dans l'organisation politique de la cité. En effet, la centurie était une unité militaire mais également une unité de vote. Puisqu'il fallait la majorité des voix, il est évident que les 18 centuries équestres et les 80 unités de la première classe suffisaient pour valider une loi. De fait, les quatre dernières classes n'étaient jamais consultées (la consultation se faisait en commençant par la classe la plus riche jusqu'à la cinquième). Les comices centuriates étaient donc dominées par les citoyens les plus riches de la cité.

## Mastarna dans la légende étrusque
Claude, dans un discours devant le Sénat, a fait allusion aux « aventures » de Mastarna (qu'il assimile à Servius Tullius),.
Claude a fait valoir que Mastarna a quitté l'Étrurie avec les restes de l'armée de Cælius Vibenna et a occupé la colline Cælius, la nommant par la suite Vibenna,.

« Fils de l’esclave Ocrésia, si nous en croyons nos historiens, Servius Tullius prit place sur le trône entre ce prince et son fils ou son petit-fils, car les auteurs varient sur ce point. Si nous suivons les Toscans, il fut le compagnon de Cælius Vivenna, dont il partagea toujours le sort. Chassé par les vicissitudes de la fortune avec les restes de l’armée de Cælius, Servius sortit de l’Etrurie et vint occuper le mont Cælius, auquel il donna ce nom en souvenir de son ancien chef ; lui-même changea son nom, car en étrusque, il s’appelait Mastarna et prit le nom que j’ai déjà prononcé, de Servius Tullius, et il obtint la royauté pour le plus grand bien de la République »

— Claude, Table claudienne, première colonne
La Tombe François à Vulci contenait une scène montrant Cælius et Aulus Vibenna prenant part à l'une de ces aventures.
La scène semble montrer Cælius, Aulus Vibenna et Mastarna avec des compagnons nommés « Larth Ulthes », « Rasce » et « Marce Camitlnas ». Ces images montrent l'exécution des ennemis dont les noms « Laris Papathnas Velznach », « PESNA Arcmsnas Sveamach », « Venthical » [...] « plsachs » et « Cneve Tarchunies Rumach » (assimilé à « Cnaeus Tarquin de Rome »).

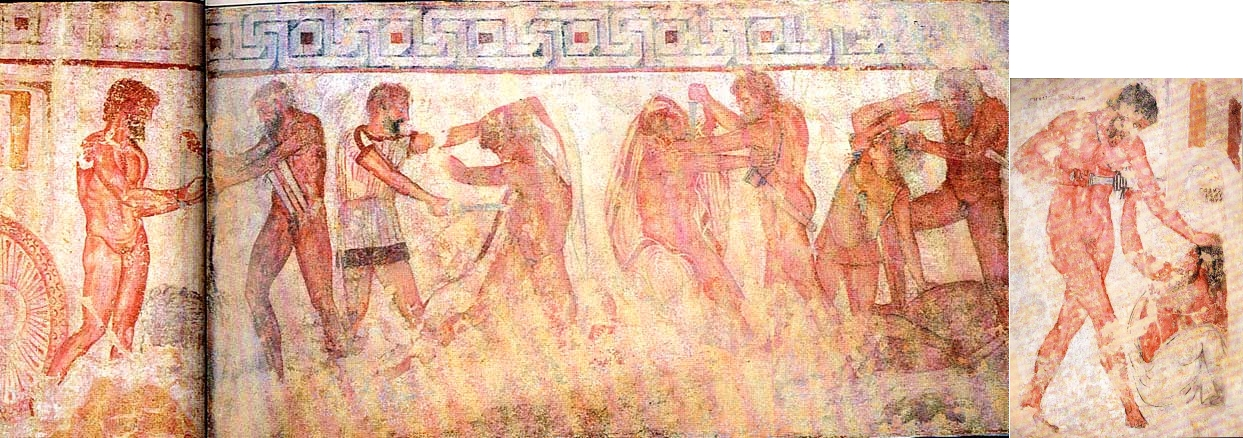
Scène de la Libération de Celio Vibenna, à l'origine dans la Tombe François, Vulci.

Il semble que le groupe avait fait prisonnier Cælius, Aulus, Rasce et Marce, mais pendant leur sommeil, Larth Ulthes s'est introduit dans leur camp, armé d'épées qu'il a données à ses compagnons.
Les prisonniers sont représentés en train de tuer leurs ravisseurs. Mastarna est montré libérant Cælius Vibenna.
Selon Massimo Pallottino Mastarna serait le « serviteur » de Cælius Vibenna (Caile Vipinas), car le suffixe « na » indique l'appartenance, donc « Macstrna » signifierait « appartenant au magister » (macstr = magister).

## Historicité
À l'instar des deux autres rois de Rome d'origine étrusque, Servius Tullius fut un personnage historique ayant réellement existé, mais dont l'image est aussi marquée par la légende. Les historiens essaient de délier histoire et légende concernant ce roi.
Servius Tullius monta sur le trône au cours du VIe siècle av. J.-C., époque où Rome était déjà gouvernée par des rois étrusques. La fresque de la tombe François de Vulci nous donne de précieux renseignements concernant le personnage. Avant de devenir roi, Servius Tullius était un guerrier connu sous le nom étrusque de Mastarna et combattait dans l'armée des frères Vibenna, natifs de la cité étrusque de Vulci. Il combattit un Cnæus Tarquin, roi de Rome, la fresque du tombeau le montrant en train de libérer des prisonniers vulciens des Romains. L'identité de ce Cnæus Tarquin demeure obscure. Il pourrait aussi bien s'agir de Tarquin l'Ancien que d'un autre roi dont la tradition n'a pas retenu le nom. On ignore si l'un des frères Vibenna occupa ou non le trône de Rome. Ce qui est sûr, c'est que ce Mastarna finit par le faire durant le VIe siècle av. J.-C. Selon l'historien français Thierry Camous, Mastarna aurait latinisé son nom après être monté sur le trône de Rome afin de s'attirer les faveurs de la plèbe au détriment de la noblesse, prenant ainsi le nom de Servius Tullius.
Le règne de Servius Tullius marque donc une pause dans la dynastie des Tarquins. Cette dernière fut restaurée après sa mort, durant la seconde moitié du VIe siècle av. J.-C. Servius Tullius fut fort probablement assassiné par son successeur, un Tarquin qui restaura la dynastie. Nous ne connaissons pas avec certitude l'identité de ce successeur. Paul Martin soutient l'hypothèse qu'il s'agit bien de Tarquin le Superbe, comme le dit la tradition.